# Volby do Evropského parlamentu v Česku 2019
| Výsledky voleb                                               | Výsledky voleb | Výsledky voleb | Výsledky voleb | Výsledky voleb |
| ------------------------------------------------------------ | -------------- | -------------- | -------------- | -------------- |
| subjekt                                                      |                |                |                | % hlasů        |
| ANO                                                          | ANO            |                | 21,18          | 21,18          |
| ODS                                                          | ODS            |                | 14,54          | 14,54          |
| Piráti                                                       | Piráti         |                | 13,95          | 13,95          |
| STAN+TOP 09                                                  | STAN+TOP 09    |                | 11,65          | 11,65          |
| SPD                                                          | SPD            |                | 9,14           | 9,14           |
| KDU-ČSL                                                      | KDU-ČSL        |                | 7,24           | 7,24           |
| KSČM                                                         | KSČM           |                | 6,94           | 6,94           |
| ČSSD                                                         | ČSSD           |                | 3,95           | 3,95           |
| HLAS                                                         | HLAS           |                | 2,38           | 2,38           |
| EU TROLL                                                     | EU TROLL       |                | 1,56           | 1,56           |
| ostatní                                                      | ostatní        |                | 6,68           | 6,68           |
| Subjekty, které dosáhly na státní příspěvek (alespoň 1,0 %). |                |                |                |                |

| Mandáty     | Mandáty     | Mandáty | Mandáty | Mandáty |
| ----------- | ----------- | ------- | ------- | ------- |
| subjekt     |             |         |         | mandáty |
| ANO         | ANO         |         | 6       | 6       |
| ODS         | ODS         |         | 4       | 4       |
| Piráti      | Piráti      |         | 3       | 3       |
| STAN+TOP 09 | STAN+TOP 09 |         | 3       | 3       |
| SPD         | SPD         |         | 2       | 2       |
| KDU-ČSL     | KDU-ČSL     |         | 2       | 2       |
| KSČM        | KSČM        |         | 1       | 1       |

Volby do Evropského parlamentu v roce 2019 se v Česku konaly v pátek 24. a v sobotu 25. května 2019 v rámci celoevropských voleb do Evropského parlamentu. Jejich uskutečnění v tento termín vyhlásil prezident Miloš Zeman. Česko bylo jedinou zemí, kde se volilo dva dny.
Nově zvolený Evropský parlament byl opět složen ze 751 poslanců, Česká republika v něm získala 21 zástupců. Původně se měl počet mandátů snížit na 705 v důsledku plánovaného vystoupení Spojeného království z Evropské unie, protože se však termín opakovaně odkládal, začala se britská vláda připravovat na účast ve volbách.
Čeští občané mohli vybírat kandidáty z 39 politických uskupení, což bylo uváděno jako velmi vysoké číslo (kupř. v Itálii se v těchto volbách do evropského parlamentu ucházelo 18 stran a hnutí). V několika obcích byly volby spojené s místními referendy. Stalo se tak v Holubicích a Lovčicích na jižní Moravě, ve středočeských Měchenicích a v pražské části Běchovice.
Ve všech krajích kromě Prahy vyhrálo ANO 2011, celkově získalo 21,18 % hlasů a 6 mandátů v Evropském parlamentu. Za ANO následovala ODS, Piráti, dále STAN+TOP 09, SPD, KDU-ČSL a KSČM. Volební účast byla 28,72 %, je tak druhou nejmenší volební účastí ze všech států EU po Slovensku.

## Předchozí volby a obhajoby mandátů
Předchozí volby do Evropského parlamentu se v České republice konaly ve dnech 23. a 24. května 2014. Volební účast dosáhla 18,2 %. Ve volbách uspěli následující subjekty a kandidáti:
- ANO: 16,13 % hlasů a 4 mandáty (Pavel Telička, Petr Ježek, Dita Charanzová a Martina Dlabajová),
- Koalice TOP 09 a STAN: 15,95 % hlasů a 4 mandáty (Jiří Pospíšil, Luděk Niedermayer, Jaromír Štětina a Stanislav Polčák),
- ČSSD: 14,17 % hlasů a 4 mandáty (Jan Keller, Olga Sehnalová, Pavel Poc a Miroslav Poche),
- KSČM: 10,98 % hlasů a 3 mandáty (Kateřina Konečná, Miloslav Ransdorf a Jiří Maštálka),
- KDU-ČSL: 9,95 % hlasů a 3 mandáty (Michaela Šojdrová, Pavel Svoboda a Tomáš Zdechovský),
- ODS: 7,67 % hlasů a 2 mandáty (Jan Zahradil a Evžen Tošenovský)
- Svobodní: 5,24 % hlasů a 1 mandát (Petr Mach).[11]

V průběhu volebního období došlo ke dvěma změnám. Nejprve v lednu 2016 zemřel Miloslav Ransdorf a nahradil jej stranický kolega Jaromír Kohlíček, poté na konci srpna 2017 rezignoval Petr Mach a nahradil jej kolega Jiří Payne. S hnutím ANO také ukončili spolupráci nestraníci Pavel Telička (v říjnu 2017) a Petr Ježek (v lednu 2018), svůj mandát však nadále vykonávali.

### Kandidatury stávajících europoslanců
Ve volbách do Evropského parlamentu v roce 2019 se rozhodli již nekandidovat Jiří Maštálka (KSČM) či Jan Keller a Miroslav Poche (oba za ČSSD). Svůj mandát se též rozhodl neobhajovat Jiří Payne (Svobodní). Jaromír Štětina nejprve v prosinci 2018 oznámil, že již nebude kandidovat za TOP 09, aby pak v lednu 2019 dodal, že zakládá nové hnutí Evropa společně (ESO) s úmyslem ve volbách kandidovat. Pavel Telička a Petr Ježek ukončili spolupráci s ANO a založili hnutí HLAS, se kterým rovněž kandidovali.

### Volební systém a jeho kritika
Někteří kritici systému vytýkali, že přepočítávání hlasů vede ke zkreslení vůle voličů. Další kritika se týkala pětiprocentní hranice, kterou její kritici navrhovali nahradit „pouze «přirozenou hranicí» danou počtem mandátů“ s tím, že by pak pro voliče mělo větší smysl volit kandidáty menších hnutí či stran. Tento názor podporovala i rozhodnutí německého Ústavního soudu. Český Nejvyšší správní soud byl podobného názoru, oproti tomu český Ústavní soud měl pětiprocentní hranici za přiměřenou.

## Kandidáti
Pro volby do Evropského parlamentu 2019 byly na Ministerstvo vnitra ČR podány ve stanovém termínu 19. března 2019 přihlášky celkem 40 politických stran, hnutí a volebních koalic. Ministerstvo rozhodlo o jejich registraci 6. dubna, z voleb byla vyřazena Moravská a Slezská pirátská strana, zbylých 39 přihlášených stran bylo k volbám přijato.
Voliči tak mohli vybírat z dosud největšího počtu 39 kandidujících stran, hnutí či jejich koalic, které celkově nominovaly 841 kandidátů. Podíl kandidujících žen byl 23,9 %. Ještě méně jich bylo na tzv. volitelných (prvních třech) místech kandidátek, asi 20 %, lídryněmi kandidátek byly ženy jen v 13 procentech, mimo jiné Dita Chranzová za ANO či Kateřina Konečná za KSČM. Věkové rozpětí kandidátů bylo mezi 21 a 82 lety, průměrně 47,6 roku.
| Číslo | Název kandidátní listiny                           | Zkratky stran a hnutí            | Lídr              | Počet kandidátů | Kandidátní listina | Poznámky |
| ----- | -------------------------------------------------- | -------------------------------- | ----------------- | --------------- | ------------------ | --- |
| 1     | Klub angažovaných nestraníků                       | KAN                              | Jiří Domlátil     | 22              |                    | [ 28 ] [ 29 ] |
| 2     | Strana nezávislosti České republiky                | SNČR                             | František Matějka | 21              |                    | [ 30 ] |
| 3     | CESTA ODPOVĚDNÉ SPOLEČNOSTI                        | CESTA                            | Antonín Baudyš    | 26              |                    | [ 31 ] |
| 4     | Národní socialisté                                 | NÁR.SOC.                         | Ivan Šterzl       | 21              |                    | [ 32 ] |
| 5     | Občanská demokratická strana                       | ODS                              | Jan Zahradil      | 28              |                    | Jan Zahradil je zároveň kandidátem celé frakce ECR na post předsedy Evropské komise.                                                  |
| 6     | ANO, vytrollíme europarlament                      | „EU TROLL“                       | Lucie Schejbalová | 9               |                    | [ 34 ] |
| 7     | Česká strana sociálně demokratická                 | ČSSD                             | Pavel Poc         | 28              |                    | [ 35 ] |
| 8     | Romská demokratická strana                         | RDS                              | Miroslav Tancoš   | 4               |                    | [ 36 ] |
| 9     | Komunistická strana Čech a Moravy                  | KSČM                             | Kateřina Konečná  | 28              |                    | [ 12 ] |
| 10    | DSSS - Za národní suverenitu!                      | DSSS+NF                          | Tomáš Vandas      | 28              |                    | Koalice DSSS a Národní fronty. |
| 11    | Sdružení pro republiku-Republ.str.Českosl.M.Sládka | SPR-RSČ Miroslava Sládka         | Miroslav Sládek   | 28              |                    | [ 38 ] |
| 12    | ROZUMNÍ a ND - STOP MIGRACI - NECHCEME EURO        | Rozumní+ND                       | Adam B. Bartoš    | 28              |                    | Koalice Rozumných a Národní demokracie.                                                                                               |
| 13    | Volte Pravý Blok www.cibulka.net                   | Volte Pravý Blok www.cibulka.net | Petr Cibulka      | 16              |                    | Celý název strany je podstatně delší – viz též Volte Pravý Blok www.cibulka.net.                                                      |
| 14    | NE-VOLIM.CZ                                        | NE-VOLIM.CZ                      | Josef Zahradník   | 19              |                    | [ 41 ] |
| 15    | Pro Česko                                          | PROČ                             | Radek Kňava       | 12              |                    | [ 42 ] |
| 16    | Vědci pro Českou republiku                         | Vědci                            | Ivan Holoubek     | 20              |                    | [ 43 ] |
| 17    | PATRIOTI PRO NEUTRALITU                            | ČSNS+PatriotiČR                  | Jiří Vítek        | 28              |                    | Koalice ČSNS a Patriotů ČR. |
| 18    | Jistota Solidarita Investice pro budoucnost        | JSI PRO?                         | Petr Kováč        | 3               |                    | [ 46 ] |
| 19    | PRO Zdraví a Sport                                 | PRO Zdraví                       | Václav Kubata     | 28              |                    | |
| 21    | Moravské zemské hnutí                              | MZH                              | Vladan Ševčík     | 21              |                    | [ 47 ] |
| 22    | Česká Suverenita                                   | ČS                               | David Rath        | 28              |                    | [ 48 ] |
| 23    | TVŮJ KANDIDÁT                                      | TUJKA                            | Daniel Konečný    | 1               |                    | [ 49 ] |
| 24    | HLAS                                               | Hlas                             | Pavel Telička     | 21              |                    | [ 50 ] |
| 25    | Svobodní, Liberland a RČ - ODEJDEME BEZ PLACENÍ    | Svobodní+RČ                      | Vít Jedlička      | 28              |                    | Koalice Svobodných a Radostného Česka. Svobodní si původně zvolili za lídra Petra Macha, ten však následně na tuto pozici rezignoval. |
| 26    | STAROSTOVÉ (STAN) s regionálními partnery a TOP 09 | STAN+TOP 09                      | Jiří Pospíšil     | 28              |                    | Koalice STAN, TOP 09, Zelených, LES a regionálních hnutí.                                                                             |
| 27    | Česká pirátská strana                              | Piráti                           | Marcel Kolaja     | 28              |                    | [ 54 ] |
| 28    | Svoboda a přímá demokracie - Tomio Okamura (SPD)   | SPD                              | Ivan David        | 21              |                    | [ 55 ] |
| 29    | ALIANCE NÁRODNÍCH SIL                              | ANS                              | Jiří Černohorský  | 28              |                    | [ 56 ] |
| 30    | ANO 2011                                           | ANO                              | Dita Charanzová   | 27              |                    | [ 57 ] |
| 31    | Agrární demokratická strana                        | ADS                              | Pavel Šrámek      | 12              |                    | [ 58 ] |
| 32    | Moravané                                           | Moravané                         | Tomáš Ingr        | 27              |                    | [ 59 ] |
| 33    | PRVNÍ REPUBLIKA                                    | NÁRODOVCI                        | Matouš Bulíř      | 2               |                    | [ 60 ] |
| 34    | Demokratická strana zelených - ZA PRÁVA ZVÍŘAT     | DSZ - ZA PRÁVA ZVÍŘAT            | Andrea Bychlová   | 28              |                    | [ 61 ] |
| 35    | BEZPEČNOST, ODPOVĚDNOST, SOLIDARITA                | BOS                              | Jaroslav Bašta    | 28              |                    | [ 62 ] |
| 36    | Soukromníci a NEZ s podporou ODA a prof. spol.     | Soukromníci+NEZ+ODA              | Josef Valihrach   | 28              |                    | Koalice Soukromníků a Nezávislých. |
| 37    | Evropa společně                                    | ESO                              | Jaromír Štětina   | 26              |                    | [ 64 ] |
| 38    | KONZERVATIVNÍ ALTERNATIVA                          | KOAL                             | Pavel Poláček     | 8               |                    | [ 65 ] |
| 39    | Křesťan.a demokrat.unie-Českosl.strana lidová      | KDU-ČSL                          | Pavel Svoboda     | 28              |                    | [ 66 ] |
| 40    | Alternativa pro Českou republiku 2017              | APAČI 2017                       | Klára Samková     | 22              |                    | [ 67 ] |

## Kampaň a volební programy
Nejvíce financí do volební kampaně plánovalo vložit hnutí ANO, zhruba do 35 milionů korun. Druhý největší rozpočet měla koalice „Spojenci pro Evropu“ složená ze Starostů a nezávislých (STAN), TOP 09, Strany zelených, LES a regionálních hnutí, a to ve výši 15 milionů korun. ČSSD pro volby uvolnila částku 11 milionů korun, ODS, SPD a KDU-ČSL shodně kolem deseti milionů, KSČM 8,5 milionu. Náklady na kampaně u tradičních stran zhruba odpovídaly předchozím evropským volbám, oproti volbám sněmovním 2017 byly výrazně nižší. Zákonný limit pro nejvyšší možné náklady na kampaň byl stanoven na 50 milionů korun. Společnost Transparency International (TI) 21. května 2019 uvedla, že až na výjimky většina stran zveřejňovala informace o finančních a personálních záležitostech jen laxně a zákonnou povinnost vést transparentní účty plnila jen formálně. Transparentně informovali dle TI jen Piráti, KDU-ČSL a koalice Spojenci pro Evropu (TOP 09, STAN ad.), naopak zcela netransparentně přistupovalo hnutí SPD.
ODS šla do kampaně s heslem „Jsme srdcem Evropy, chceme být slyšet!“ Koalice Spojenci pro Evropu vedla kampaň se sloganem „Spolu jsme silnější“. Hnutí SPD v kampani preferovalo tvář Tomia Okamury a motto „Česká republika na prvním místě“. Česká pirátská strana využila slogan „Evropa potřebuje Piráty“. Vládní hnutí ANO představilo počátkem května kampaň s heslem „Česko ochráníme. Tvrdě a nekompromisně.“ a předseda Andrej Babiš vystoupil po vzoru amerického prezidenta Donalda Trumpa s červenou kšiltovkou a nápisem „Silné Česko“. KDU-ČSL měla ve volbách program s mottem „Pro lepší Evropu“. KSČM použila heslo „Nenechme to tak!“ ČSSD zahájila kampaň se sloganem „Pro férovou Evropu!“
Jedna z obav, které panovaly v souvislosti s volbami a předvolebními kampaněmi, se týkala dezinformací a fake news. V evropském měřítku se hrozbou zabývala i Evropská komise. V Česku před nimi varovali mimo jiné ministr vnitra Jan Hamáček, ředitel BIS Michal Koudelka či eurokomisařka Věra Jourová. Oproti předchozím americkým prezidentským volbám či britskému referendu o vystoupení z EU v souvislosti s evropskými volbami nezaznamenal Institut pro strategický dialog tak výraznou aktivitu ze strany Ruska, intenzivnější bylo působení populistických a krajně pravicových subjektů v jednotlivých evropských zemích a menší objem falešných zpráv byl nahrazen nárůstem nenávistných projevů a propracovanějšími technikami. Pražský institut bezpečnostních studií 23. května 2019 zveřejnil výsledky svého průzkumu realizovaného mezi 15. dubnem a 19. květnem, podle jehož výsledků se české weby známé šířením dezinformací evropskou předvolební kampaní významněji nezabývaly. Nepřinášely nová témata, zpravidla jen reagovaly na témata nastolená ve veřejném diskurzu. Z politických subjektů stranily hnutí SPD, případně též KSČM, nejčastěji kritizovaly STAN s TOP 09 a ČSSD.

### Předvolební debaty
Dne 29. dubna zahájila veřejnoprávní Česká televize volební vysílání, jež zahrnovalo každodenní individuální rozhovor s lídrem či lídryní jedné z kandidujících stran, dále průběžné debaty v rámci pořadu Politické spektrum, přenos celoevropské debaty hlavních evropských politických sil 15. května, dvě debaty s čtveřicemi českých nejrelevantnějších stran 16. a 21. května a závěrečnou debatu s předsedy parlamentních stran a hnutí 23. května.
Ještě před ní, ve středu 22. května, připravila debatu komerční skupina Nova v hlavním vysílacím čase na stanici Nova 2. Debata dostala název Závěrečná superdebata před volbami do Evropského parlamentu. Moderátorem byl Rey Koranteng, do studia byli pozváni kandidáti do Evropského parlamentu z parlamentních stran.
Hlavní debatu České televize ve čtvrtek 23. května 2019 vysílaly souběžně stanice ČT1 a ČT24 v hlavním vysílacím čase pod názvem Debata o vztahu národní a unijní politiky. Konala se v historické budově Národního muzea, byli k ní pozváni předsedové českých parlamentních stran a moderátorkou byla Světlana Witowská. Debatu sledovalo 262 tisíc diváků starších 15 let, relativně malý zájem mohl být způsobený souběžným vysíláním čtvrtfinálového zápasu Česko–Německo na Mistrovství světa v ledním hokeji 2019.
Velkou volební debatu s kandidáty nejsilnějších stran podle předvolebních průzkumů ohlásil také veřejnoprávní Český rozhlas, a to na pátek 24. května od 12.30 do 14.00, tedy přesně do momentu otevření volebních místností. Moderátorem přenosu na stanicích ČRo Radiožurnál a ČRo Plus byl Jan Pokorný.

### Srovnání programů a dosavadního působení
Hnutí Duha a Asociace ekologických organizací Zelený kruh zpracovaly a v polovině května 2019 zveřejnily porovnání volebních programů relevantních kandidujících stran z hlediska ohledu na ekologii, péči o krajinu a zdraví lidí. Podle analýzy představovala nejsilnější ekologický program koalice Spojenci pro Evropu (STAN, TOP 09 s podporou Strany zelených, Liberálně ekologické strany a dalších hnutí), další v pořadí byli Piráti a hnutí ANO. Méně se vybraným tématům věnovaly strany ODS, ČSSD, KDU-ČSL a KSČM. Z hodnocení práce stávajících evropských zákonodárců v předchozím volebním období se dle analýzy nejpříznivěji k ekologickým tématům stavěli Jan Keller, Olga Sehnalová a Pavel Poc (všichni ČSSD), jakož i Luděk Niedermayer (TOP 09) a Pavel Telička (původně ANO, později HLAS). Think-tank Liberální institut zveřejnil 21. května hodnocení stávajících českých členů Evropského parlamentu na základě metodiky americké organizace FreedomWorks zohledňující v hlasováních míru směřování ke svobodě či centralizaci. Nejliberálněji se podle žebříčku choval Jiří Payne a jeho stranický předchůdce Petr Mach (oba Svobodní), dále pak poslanci ODS Jan Zahradil a Evžen Tošenovský. Na opačném konci pořadí byli poslanci ČSSD Jan Keller, Pavel Poc či Miroslav Poche.
Sdružení KohoVolit.eu v květnu 2019 tradičně zprovoznilo tzv. volební kalkulačku, která pomocí sady otázek umožňovala potenciálním voličům ztotožnit nebo porovnat své postoje k vybraným tématům s programy či postoji jednotlivých kandidujících stran. A umožnila také zpětně posoudit míru shody se skutečnými rozhodnutími stávajících europoslanců a europoslankyň v uplynulém volebním období. Obdobné nástroje nabídly svým uživatelům i některé další iniciativy a internetová média.

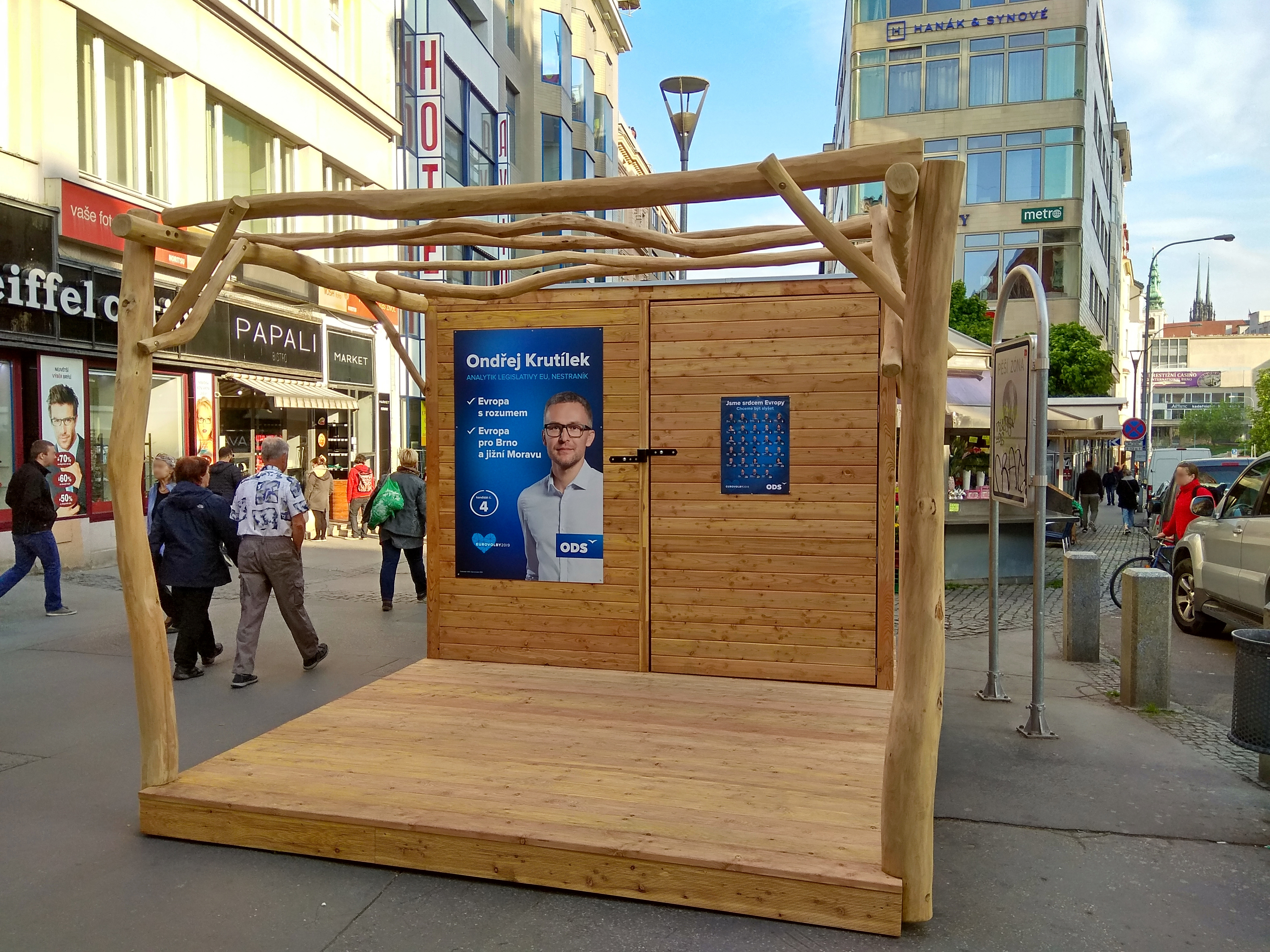
Předvolební stánek ODS
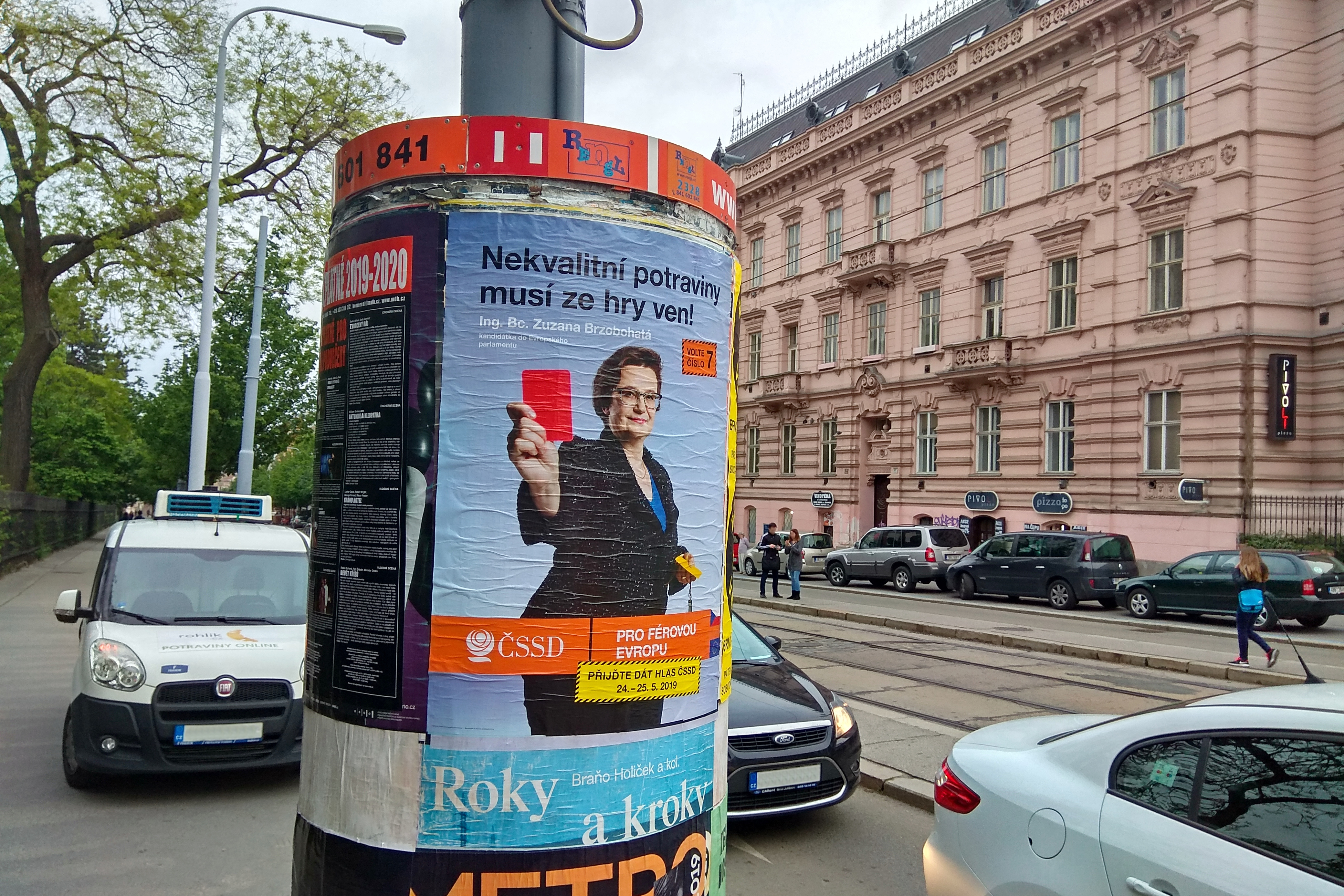
Plakátová kampaň ČSSD
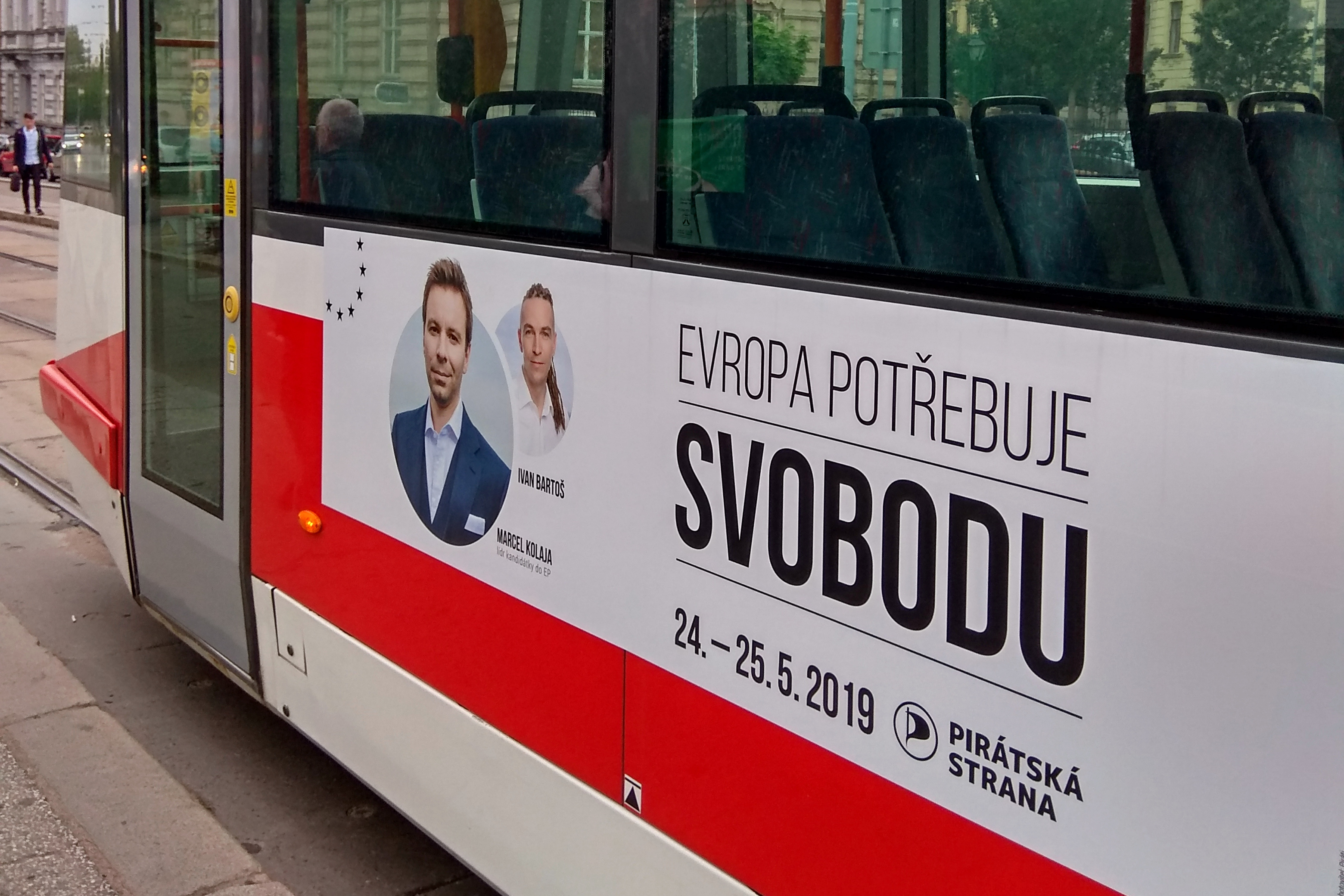
Banner Pirátů na tramvaji
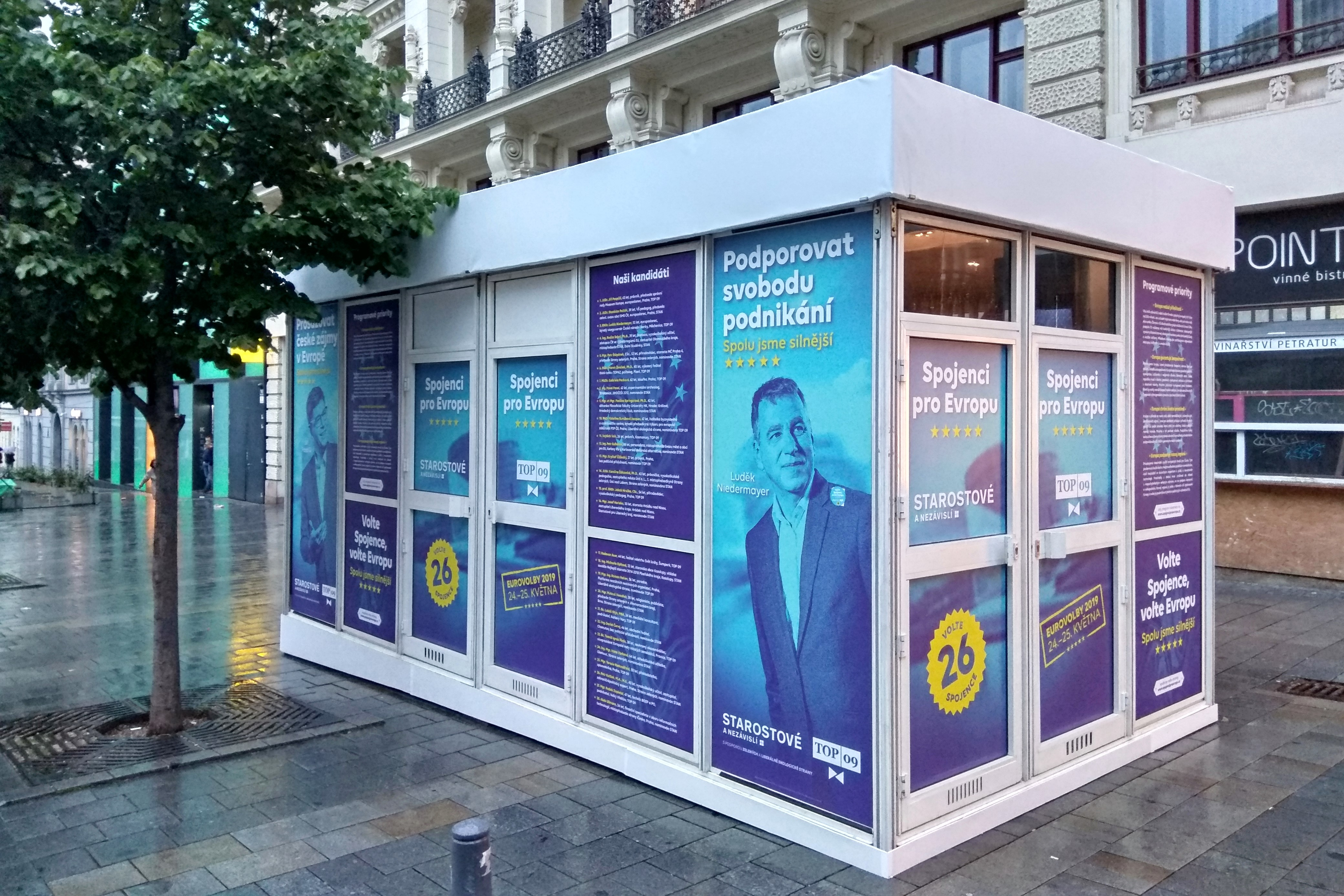
Předvolební stánek Spojenců pro Evropu

## Předvolební průzkumy
| Datum     | Agentura | ANO  | ODS  | Piráti | KSČM | ČSSD  | STAN a TOP 09 | SPD   | KDU-ČSL | DSZ - ZA PRÁVA ZVÍŘAT | Ostatní | Neví   | Volební účast |
| --------- | -------- | ---- | ---- | ------ | ---- | ----- | ------------- | ----- | ------- | --------------------- | ------- | ------ | ------------- |
| 4. března | CVVM     | 26 % | 16 % | 11,5 % | 8 %  | 7,5 % | 7,5 %         | 4,5 % | 3,5 %   | –                     | 1 %     | 14,5 % | 28 %          |
| 25. dubna | CVVM     | 28 % | 12 % | 10,5 % | 10 % | 8,5 % | 5 %           | 5 %   | 4 %     | 1 %                   | 6 %     | 10 %   | 27 %          |

| Datum     | Agentura             | ANO         | Piráti      | ODS         | STAN a TOP 09 | SPD         | KDU-ČSL   | ČSSD       | KSČM       | Svobodní | Hlas       | Ostatní   | Volební účast |
| --------- | -------------------- | ----------- | ----------- | ----------- | ------------- | ----------- | --------- | ---------- | ---------- | -------- | ---------- | --------- | ------------- |
| 5. května | Kantar               | 30 %        | 23,5 %      | 19,9 %      | 18,5 %        | 10 %        | 10 %      | 10 %       | 7 %        | –        | –          | –         | –             |
| 7. května | STEM/MARK (1. volba) | 28 % (20 %) | 22 % (16 %) | 20 % (11 %) | 20 % (12 %)   | 19 % (14 %) | 9 % (6 %) | 11 % (6 %) | 14 % (7 %) | –        | 10 % (4 %) | 7 % (5 %) | 27 %          |
| 9. května | MEDIAN               | 35,5 %      | 27 %        | 24 %        | 21,5 %        | 15,5 %      | 15 %      | 13 %       | 10,5 %     | 8 %      | 5 %        | –         | 20–25 %       |

## Studentské volby
Před volbami, stejně jako v minulosti, uspořádala organizace Člověk v tísni v rámci projektu Jeden svět na školách takzvané volby studentské. Jde o nezávazné hlasování studentů středních škol starších 15 let, ve kterém mohou vybírat stejné kandidáty, jako ve volbách „skutečných“. Studentské volby před Evropskými volbami 2019 vyhráli, jako již dříve v minulosti, Piráti, před koalicí STAN, TOP 09 a regionálních partnerů. Na třetí místo se dostalo recesistické hnutí ANO, vytrollíme europarlament.
| Datum        | Organizace     | Piráti  | STAN a TOP 09 | EU TROLL | ODS    | DSZ - ZA PRÁVA ZVÍŘAT | PRO Zdraví | ANO    | RDS    | KDU-ČSL | SPD    | KSČM   | ČSSD   | Ostatní |
| ------------ | -------------- | ------- | ------------- | -------- | ------ | --------------------- | ---------- | ------ | ------ | ------- | ------ | ------ | ------ | ------- |
| 7.–9. května | Člověk v tísni | 24,48 % | 12,06 %       | 10,48 %  | 7,01 % | 5,67 %                | 5,48 %     | 5,30 % | 4,55 % | 3,31 %  | 2,80 % | 2,31 % | 1,65 % | 14,9 %  |

## Průběh voleb a sčítání hlasů

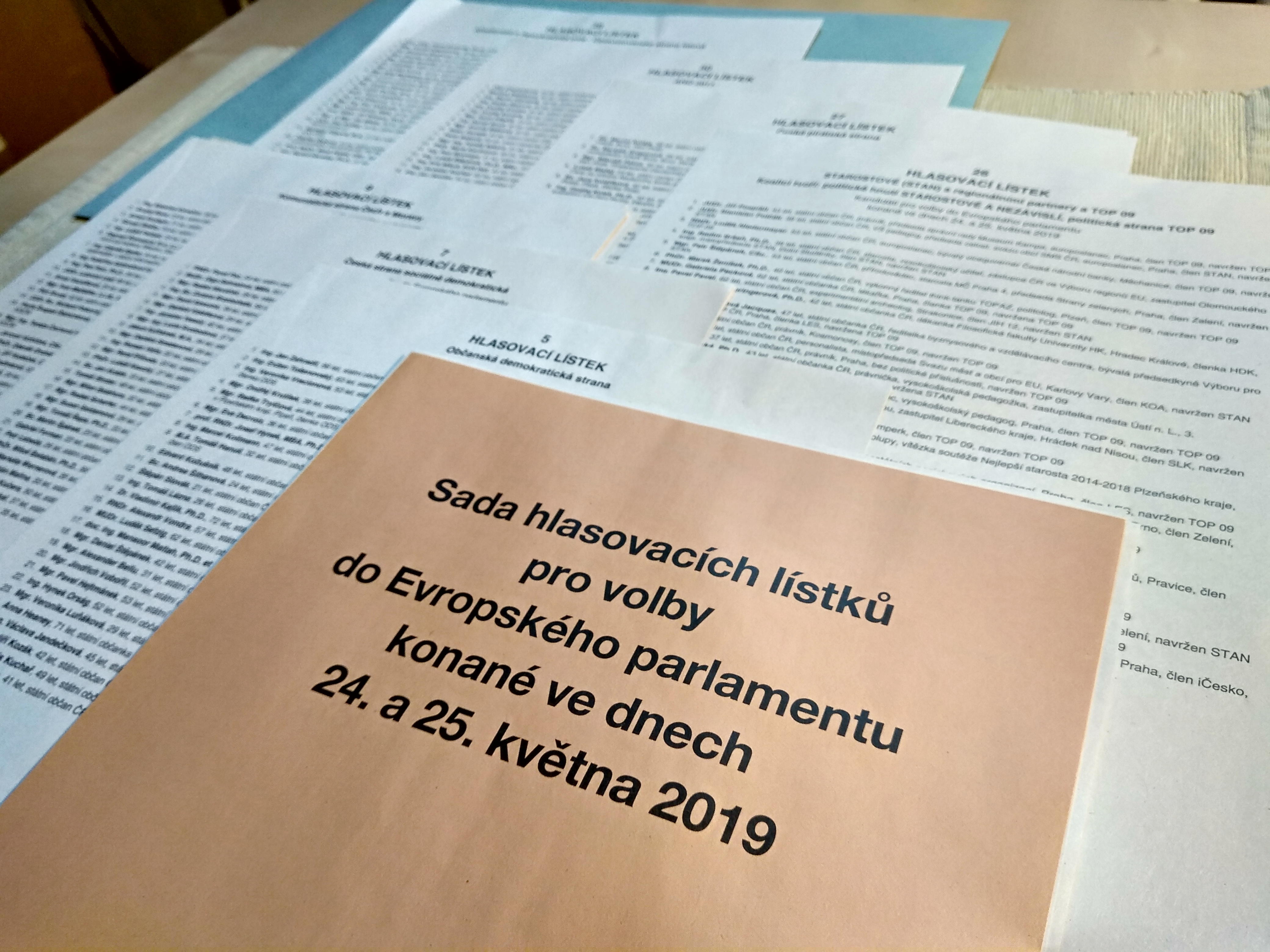
Volební lístky pro volby do Evropského parlamentu v ČR 24. a 25. května 2019

Volební místnosti byly otevřeny v pátek 24. května 2019 od 14 hodin. V průběhu prvního volebního dne odhlasovali předsedové všech devíti stran zastoupených v Poslanecké sněmovně i prezident Miloš Zeman. Podle informací ministerstva vnitra byl páteční průběh bez incidentů, dílčí komplikace nastaly jen v Prostějově, Českém Těšíně a Ostravě kvůli špatně vytištěným hlasovacím lístkům. K uzavření volebních místností došlo v sobotu 25. května ve stejný čas, tedy ve 14 hodin. Volební komise pak započaly sčítat hlasy a předávat údaje statistickému úřadu, výsledky voleb však bylo možno zveřejnit až v neděli 26. května ve 23 hodin večer, po skončení voleb v ostatních zemích.

## Volební účast
Volební účast bylo možno zveřejnit ještě dříve než samotné volební výsledky. Odhady zveřejněné po prvním volebním dni se pohybovaly mezi 10 a 20 procenty, i se sobotou zpravidla účast nepřesáhla 30 %. Vyšší byla v Praze, např. v Běchovicích více než 40 %. V Brně přišla zhruba třetina voličů, v celém Jihomoravském kraji čtvrtina.
Celkový počet voličů ve volebních seznamech byl 8 316 737, vydáno bylo 2 388 304 volebních obálek a odevzdáno bylo 2 370 765 platných hlasů. Volební účast tak dosáhla hodnoty 28,72 % oprávněných voličů. Nejvyšší volební účast byla v obci Čilá v Plzeňském kraji (90,00 %) a nejnižší ve Vřesové na Sokolovsku (8,63 %).
Během předchozích voleb do Evropského parlamentu (v roce 2014) přišlo v Česku k urnám 18,2 % oprávněných voličů, tedy o 10 procentních bodů méně. V letech 2009 a 2004 volební účast mírně přesáhla 28 % – v roce 2004 to bylo 28,32 % a v roce 2009 28,22 % oprávněných voličů. Po propadu z roku 2014 se tedy česká volební účast pro evropské volby vrátila k předchozímu standardu a mírně jej překročila, čímž se stala historicky největší účastí.

## Výsledky voleb

Vítězové voleb v jednotlivých okresech

Hranici pro vstup do Evropského parlamentu ve volbách překročilo celkem 7 kandidujících subjektů.
| Subjekt                         | Subjekt                                                                       | Počet hlasů | Hlasy v % | +/– (%) | Počet mandátů | +/–  | Hlasů na mandát | Státní příspěvek | Politická skupina EP | Evropská politická strana |
| ------------------------------- | ----------------------------------------------------------------------------- | ----------- | --------- | ------- | ------------- | ---- | --------------- | ---------------- | -------------------- | ------------------------- |
|                                 | ANO 2011                                                                      | 502 343     | 21,18     | ▲ 5,05  | 6             | ▲ +2 | 83 724          | 15 070 290       | Renew                | ALDE                      |
|                                 | Občanská demokratická strana                                                  | 344 885     | 14,54     | ▲ 6,87  | 4             | ▲ +2 | 86 221          | 10 346 550       | ECR                  | ACRE                      |
|                                 | Česká pirátská strana                                                         | 330 844     | 13,95     | ▲ 9,17  | 3             | ▲ +3 | 110 281         | ‭9 925 320‬        | Greens–EFA           | PPEU                      |
|                                 | STAN a TOP 09                                                                 | 276 220     | 11,65     | ▼ -4,3  | 3             | ▼ -1 | 92 073          | ‭8 286 600‬        | EPP                  | EPP                       |
|                                 | Svoboda a přímá demokracie                                                    | 216 718     | 9,14      | ▲ 9,14  | 2             | ▲ +2 | 108 359         | ‭6 501 540        | ID                   | MENF                      |
|                                 | Křesťanská a demokratická unie – Československá strana lidová                 | 171 723     | 7,24      | ▼ -2,71 | 2             | ▼ -1 | 85 862          | 5 151 690        | EPP                  | EPP                       |
|                                 | Komunistická strana Čech a Moravy                                             | 164 624     | 6,94      | ▼ -4,04 | 1             | ▼ -2 | 164 624         | 4 938 720        | GUE-NGL              | PEL                       |
|                                 | Česká strana sociálně demokratická                                            | 93 664      | 3,95      | ▼ -8,22 | 0             | ▼ -4 | —               | 2 809 920        | —                    | PES                       |
|                                 | HLAS                                                                          | 56 449      | 2,38      | ▲ 2,38  | 0             | ▬    | —               | 1 693 470‬        | —                    | —                         |
|                                 | ANO, vytrollíme europarlament                                                 | 37 046      | 1,56      | nová    | 0             | ▬    | —               | 1 111 380‬        | —                    | —                         |
|                                 | Vědci pro Českou republiku                                                    | 19 492      | 0,82      | nová    | 0             | ▬    | —               | —                | —                    | —                         |
|                                 | Rozumní a Národní demokracie                                                  | 18 715      | 0,78      | ▼ -1,31 | 0             | ▬    | —               | —                | —                    | —                         |
|                                 | Svobodní a Radostné Česko                                                     | 15 492      | 0,65      | ▼ -4,59 | 0             | ▼ -1 | —               | —                | —                    | —                         |
|                                 | Demokratická strana zelených - ZA PRÁVA ZVÍŘAT                                | 14 339      | 0,60      | nová    | 0             | ▬    | —               | —                | —                    | —                         |
|                                 | Evropa společně                                                               | 12 587      | 0,53      | nová    | 0             | ▬    | —               | —                | —                    | —                         |
|                                 | Alternativa pro Českou republiku 2017                                         | 11 729      | 0,49      | nová    | 0             | ▬    | —               | —                | —                    | —                         |
|                                 | Strana nezávislosti České republiky                                           | 9 676       | 0,40      | nová    | 0             | ▬    | —               | —                | —                    | —                         |
|                                 | Strana soukromníků České republiky a Nezávislí                                | 8 720       | 0,36      | nová    | 0             | ▬    | —               | —                | —                    | —                         |
|                                 | Cesta odpovědné společnosti                                                   | 7 890       | 0,33      | nová    | 0             | ▬    | —               | —                | —                    | —                         |
|                                 | PRO Zdraví a Sport                                                            | 7 868       | 0,33      | nová    | 0             | ▬    | —               | —                | —                    | —                         |
|                                 | Moravané                                                                      | 6 599       | 0,27      | ▼ -0,16 | 0             | ▬    | —               | —                | —                    | —                         |
|                                 | Volte Pravý Blok www.cibulka.net                                              | 4 752       | 0,20      | ▼ -0,32 | 0             | ▬    | —               | —                | —                    | —                         |
|                                 | Dělnická strana sociální spravedlnosti a Národní fronta                       | 4 363       | 0,18      | ▼ -0,34 | 0             | ▬    | —               | —                | —                    | APF/—                     |
|                                 | Sdružení pro republiku – Republikánská strana Československa Miroslava Sládka | 4 284       | 0,18      | nová    | 0             | ▬    | —               | —                | —                    | —                         |
|                                 | Agrární demokratická strana                                                   | 4 004       | 0,16      | nová    | 0             | ▬    | —               | —                | —                    | —                         |
|                                 | Moravské zemské hnutí                                                         | 3 195       | 0,13      | nová    | 0             | ▬    | —               | —                | —                    | EFA                       |
|                                 | Pro Česko                                                                     | 2 760       | 0,11      | nová    | 0             | ▬    | —               | —                | —                    | —                         |
|                                 | Česká Suverenita                                                              | 2 609       | 0,11      | ▼ -0,02 | 0             | ▬    | —               | —                | —                    | —                         |
|                                 | BEZPEČNOST, ODPOVĚDNOST, SOLIDARITA                                           | 2 583       | 0,10      | nová    | 0             | ▬    | —               | —                | —                    | —                         |
|                                 | Klub angažovaných nestraníků                                                  | 2 580       | 0,10      | ▼ -0,05 | 0             | ▬    | —               | —                | —                    | —                         |
|                                 | NE-VOLIM.CZ                                                                   | 2 221       | 0,09      | nová    | 0             | ▬    | —               | —                | —                    | —                         |
|                                 | Aliance národních sil                                                         | 1 971       | 0,08      | nová    | 0             | ▬    | —               | —                | —                    | —                         |
|                                 | Tvůj kandidát                                                                 | 1 653       | 0,06      | nová    | 0             | ▬    | —               | —                | —                    | —                         |
|                                 | Romská demokratická strana                                                    | 1 651       | 0,06      | ▼ -0,01 | 0             | ▬    | —               | —                | —                    | —                         |
|                                 | Národní socialisté                                                            | 1 312       | 0,05      | ▼ -0,41 | 0             | ▬    | —               | —                | —                    | —                         |
|                                 | Česká strana národně sociální a Patrioti České republiky                      | 1 289       | 0,05      | ▲ 0,02  | 0             | ▬    | —               | —                | —                    | —                         |
|                                 | PRVNÍ REPUBLIKA                                                               | 844         | 0,03      | nová    | 0             | ▬    | —               | —                | —                    | —                         |
|                                 | JSI PRO? Jistota Solidarita Investice pro budoucnost                          | 836         | 0,03      | nová    | 0             | ▬    | —               | —                | —                    | —                         |
|                                 | Konzervativní alternativa                                                     | 235         | 0,00      | nová    | 0             | ▬    | —               | —                | —                    | —                         |
| Celkem (Volební účast: 28,72 %) | Celkem (Volební účast: 28,72 %)                                               | 2 370 765   | 100 %     | —       | 21            | ▬    | —               | 65 835 480       | —                    | —                         |

Mapy výsledků sedmi subjektů, které se dostaly do nového europarlamentu
ANO
ODS
Piráti
TOP 09 a STAN
SPD
KDU-ČSL
KSČM

Mapy výsledků dvou vybraných subjektů, které se nedostaly do nového europarlamentu
ČSSD
HLAS

### Zvolení europoslanci

Rozdělení mandátů

Ve volbách bylo za Českou republiku zvoleno 21 poslanců a poslankyň, z nich bylo 14 mužů a 7 žen. Věkový průměr byl 46,1 roku, nejmladšímu bylo v době zvolení 26 let, nejstaršímu 66 let. Mandát ve volbách získali:
| Jméno a příjmení    | Pořadí        | Pořadí   | Strana        | Strana     | Strana      | Preferenční hlasy | Preferenční hlasy | Podíl |
| Jméno a příjmení    | na kandidátce | výsledné | volební       | navrhující | příslušnost | abs.              | v %               | Podíl |
| ------------------- | ------------- | -------- | ------------- | ---------- | ----------- | ----------------- | ----------------- | ----- |
| Dita Charanzová     | 1.            | 1.       | ANO           | ANO        | BEZPP       | 53 924            | 10,73             | –     |
| Martina Dlabajová   | 2.            | 2.       | ANO           | ANO        | BEZPP       | 31 401            | 6,25              | –     |
| Martin Hlaváček     | 3.            | 3.       | ANO           | ANO        | BEZPP       | 5 948             | 1,18              | –     |
| Radka Maxová        | 4.            | 4.       | ANO           | ANO        | ANO         | 11 286            | 2,24              | –     |
| Ondřej Knotek       | 5.            | 5.       | ANO           | ANO        | ANO         | 3 798             | 0,75              | –     |
| Ondřej Kovařík      | 6.            | 6.       | ANO           | ANO        | BEZPP       | 6 867             | 1,36              | –     |
| Jan Zahradil        | 1.            | 1.       | ODS           | ODS        | ODS         | 51 381            | 14,89             | –     |
| Evžen Tošenovský    | 2.            | 3.       | ODS           | ODS        | ODS         | 25 644            | 7,43              | –     |
| Veronika Vrecionová | 3.            | 4.       | ODS           | ODS        | ODS         | 8 460             | 2,45              | –     |
| Alexandr Vondra     | 15.           | 2.       | ODS           | ODS        | ODS         | 29 536            | 8,56              | –     |
| Marcel Kolaja       | 1.            | 1.       | Piráti        | Piráti     | Piráti      | 15 398            | 4,65              | –     |
| Markéta Gregorová   | 2.            | 2.       | Piráti        | Piráti     | Piráti      | 14 158            | 4,27              | –     |
| Mikuláš Peksa       | 3.            | 3.       | Piráti        | Piráti     | Piráti      | 9 594             | 2,89              | –     |
| Jiří Pospíšil       | 1.            | 2.       | STAN a TOP 09 | TOP 09     | TOP 09      | 37 231            | 13,47             | –     |
| Stanislav Polčák    | 2.            | 3.       | STAN a TOP 09 | STAN       | STAN        | 25 352            | 9,17              | –     |
| Luděk Niedermayer   | 3.            | 1.       | STAN a TOP 09 | TOP 09     | TOP 09      | 67 430            | 24,41             | –     |
| Ivan David          | 1.            | 2.       | SPD           | SPD        | SPD         | 33 055            | 15,25             | –     |
| Hynek Blaško        | 8.            | 1.       | SPD           | SPD        | SPD         | 47 505            | 21,92             | –     |
| Tomáš Zdechovský    | 2.            | 1.       | KDU-ČSL       | KDU-ČSL    | KDU-ČSL     | 24 823            | 14,45             | –     |
| Michaela Šojdrová   | 3.            | 2.       | KDU-ČSL       | KDU-ČSL    | KDU-ČSL     | 22 649            | 13,18             | –     |
| Kateřina Konečná    | 1.            | 1.       | KSČM          | KSČM       | KSČM        | 38 650            | 23,47             | –     |